# تير نوف
تير نوف هي مدينة من مدن هايتي. يبلغ عدد سكانها 17,045 نسمة وذلك حسب إحصائيات سنة 2003. يبلغ ارتفاع المدينة عن سطح البحر قرابة 524 متر.